# جيمس ه باين
جيمس ه باين (بالإنجليزية: James H. Payne)‏ (و. 1941 – م) هو محام، وقاض من الولايات المتحدة الأمريكية .

## التعليم
تعلم في جامعة أوكلاهوما.